# Сухор при Долењских Топлицах
Сухор при Долењских Топлицах (словен. Suhor pri Dolenjskih Toplicah) је насељено место у општини Долењске Топлице, регија Југоисточна Словенија, Словенија.

## Историја
До територијалне реорганизације у Словенији био је у саставу старе општине Ново Место.

## Становништво
У попису становништва из 2011. године, Сухор при Долењских Топлицах имао је 64 становника.
| Број становника према пописима | Број становника према пописима | Број становника према пописима |
| ------------------------------ | ------------------------------ | ------------------------------ |
| 1991                           | 2002                           | 2011                           |
| 54                             | 57                             | 64                             |

Напомена: До 1953. исказивано под именом Сухор.